# Бецдорф (Зиг)
Бецдорф (нем. Betzdorf) — город в Германии, в земле Рейнланд-Пфальц. Железнодорожный узел.
Входит в состав района Альтенкирхен-Вестервальд. Подчиняется управлению Бецдорф. Население составляет 10 107 человек (на 31 декабря 2010 года). Занимает площадь 9,57 км². Официальный код — 07 1 32 006.

## Города-партнёры
- Десиз (Франция)